# Escobar (Familienname)
Escobar ist ein spanischer Familienname.

## Namensträger

### A
- Adrián C. Escobar (1883–1954), argentinischer Politiker und Diplomat
- Álder Escobar Forero (* 1977), kolumbianischer Schachspieler
- Agustín Escobar (1975–2025), spanischer Manager
- Alex Escobar (* 1965), kolumbianischer Fußballspieler und -trainer, siehe Alexander Escobar Gañán
- Alex Escobar (Baseballspieler) (* 1978), venezolanischer Baseballspieler
- Alexandra Escobar (* 1980), ecuadorianische Gewichtheberin
- Alfoso Escobar (Fußballspieler) (Alfonso Escobar Villa: * 1947), kolumbianischer Fußballspieler
- Alfoso Escobar (Rugbyspieler) (* 1997), chilenischer Rugbyspieler
- Alfredo Calot Escobar (* 1961), spanischer Jurist
- Álvaro Escobar-Molina (* 1943), kolumbianischer Schriftsteller
- Ana Vilma de Escobar (* 1954), salvadorianische Politikerin
- Anasol Escobar (* 1976), kolumbianische Sängerin, siehe Anasol
- Andrea Escobar (* 1997), kolumbianischer Radsportler
- Andrés Escobar (1967–1994), kolumbianischer Fußballspieler
- Antonio Escobar y Mendoza (1589–1669), spanischer Jesuit und Schriftsteller
- Arturo Escobar (* 1952), kolumbianisch-amerikanischer Sozialanthropologe

### B
- Brandon Escobar (* 1990), honduranischer Ringer

### C
- Carlos Escobar (Fußballspieler, 1978) (* 1978), honduranischer Fußballspieler
- Carlos Escobar (Fußballspieler, 1989) (* 1989), chilenischer Fußballspieler
- Carlos Escobar (Fußballspieler, 1990) (* 1990), chilenischer Fußballspieler
- Catalina Elena Escobar (* 1990), kolumbianische Sportgymnastin
- César Díaz Escobar (* 1975), chilenischer Fußballspieler

### D
- Daniel Escobar (1964–2013), US-amerikanischer Schauspieler
- Diego Escobar (* 2000), chilenischer Rugbyspieler
- Diego Osorio de Escobar (1608–1673), spanischer Geistlicher, Bischof von Tlaxcala
- Dylan Escobar (* 2000), chilenischer Fußballspieler

### E
- Enrique Escobar (1921–2004), spanischer Filmkomponist
- Enzo Escobar (* 1951), chilenischer Fußballspieler
- Eusebio Escobar (* 1936), kolumbianischer Fußballspieler

### F
- Fanor Escobar (* 1997), kolumbianischer Leichtathlet
- Félix Escobar (* 1901; † unbekannt), argentinischer Leichtathlet
- Fernando Wilfredo Escobar, guatemaltekischer Radrennfahrer
- Fidel Escobar (* 1995), panamaischer Fußballspieler
- Francisco Antonio Ceballos Escobar (* 1958), kolumbianischer Ordensgeistlicher, Bischof von Riohacha

### G
- Gabriel Escobar (* 1996), spanischer Boxer
- Gabriel Narciso Escobar Ayala (* 1971), paraguayischer Ordensgeistlicher, Apostolischer Vikar von Chaco Paraguayo
- Gonzalo Escobar (* 1989), ecuadorianischer Tennisspieler
- Guillermo Francisco Escobar Galicia (* 1955), mexikanischer Geistlicher, Bischof von Teotihuacan
- Gustavo Escobar (* 2006), US-amerikanischer Schauspieler
- Gustavo Adolfo Rosales Escobar (* 1964), chilenisch-ecuadorianischer römisch-katholischer Geistlicher, Bischof von San Jacinto

### H
- Héctor Escobar Serrano (1904–1986), salvadorianischer Politiker und Diplomat

### J
- Jefferson Escobar, honduranischer Fußballschiedsrichter
- José Escobar (Leichtathlet, I), chilenischer Mittelstreckenläufer
- José Escobar (Ringer) (* 1975), kolumbianischer Ringer
- José Escobar (Leichtathlet, 1991) (* 1991), ecuadorianischer Speerwerfer
- José Bernardo Escobar (1797–1849), guatemaltekischer Politiker, Präsident 1848 bis 1849
- José Fernando Escobar (1954–2004), kolumbianischer Mathematiker
- José Gonzalo Escobar (1892–1969), mexikanischer Revolutionär und General
- José Huber Escobar (José Huber Escobar Giraldo; * 1987), kolumbianischer Fußballspieler
- José Luis Escobar Alas (* 1959), salvadorianischer Geistlicher, Erzbischof von San Salvador
- José Mario Escobar Serna (1927–2005), kolumbianischer Geistlicher, Bischof von Palmira
- Juan Escobar (Musiker) (Juan Esteban Escobar Campillay), chilenischer Sänger und Musiker
- Juan Escobar (Fußballspieler) (* 1995), paraguayischer Fußballspieler
- Juan Andrés Naranjo Escobar (* 1952), spanischer Politiker (PP)
- Juan Francisco Escobar (Schiedsrichter) (Juan Francisco Escobar Valdez), paraguayischer Fußballschiedsrichter
- Juan Francisco Escobar (Schauspieler) (Juan Francisco Escobar Castillo; * 1973), peruanischer Schauspieler, Sprecher und Musiker
- Juan Pablo Escobar (Schiedsrichter) (Juan Pablo Escobar Lopez; * 1951), guatemaltekischer Fußballschiedsrichter
- Juan Pablo Escobar Henao, Geburtsname von Sebastián Marroquín (* 1977), kolumbianischer Architekt und Autor
- Juan Pablo Escobar Martínez (* 1963), mexikanischer Jurist und Politiker

### L
- Linda Katherine Escobar (1940–1993), US-amerikanische Botanikerin
- Luis Escobar (Schwimmer) (* 1984), mexikanischer Schwimmer
- Luis Antonio Escobar (1925–1993), kolumbianischer Komponist
- Luis Escobar Cerda (1927–2024), chilenischer Ökonom und Politiker
- Luis Escobar Kirkpatrick (1908–1991), spanischer Schauspieler, Regisseur und Theaterleiter
- Luis Munive Escobar (1920–2001), mexikanischer Geistlicher, Bischof von Tlaxcala

### M
- Manolo Escobar (1931–2013), spanischer Sänger und Schauspieler
- Manuel Escobar (1924–1994), salvadorischer Segler
- Margoth Escobar, ecuadorianische Umwelt- und Menschenrechtsaktivistin
- María Escobar (Basketballspielerin), paraguayische Basketballspielerin
- María Alexandra Escobar Guerrero (* 1980), ecuadorianische Gewichtheberin, siehe Alexandra Escobar
- María Luisa Escobar (1903–1985), venezolanische Komponistin
- Mario Escobar padre (1916–1984), chilenischer Jazzsaxophonist
- Mario Escobar hijo, chilenischer Jazzsaxophonist
- Mario Escobar (Radsportler) (* 1940), kolumbianischer Radrennfahrer
- Mario Escobar (Schiedsrichter) (* 1986), guatemaltekischer Fußballschiedsrichter
- Mario Escobar (Schriftsteller) (* 1971), spanischer Schriftsteller
- Marisol Escobar (1930–2016), US-amerikanische Künstlerin

### O
- Olger Escobar (Olger Armando Escobar Real, * 2006), US-amerikanisch-guatemaltekischer Fußballspieler
- Oswaldo Estéfano Escobar Aguilar (* 1968), salvadorianischer Ordensgeistlicher, Bischof von Chalatenango

### P
- Pablo Escobar (1949–1993), kolumbianischer Drogenhändler
- Pablo Daniel Escobar (* 1978), bolivianischer Fußballspieler
- Pablo Sidar Escobar (Pablo L. Sidar; 1897/1899–1930), mexikanischer Pilot, Luftakrobat und Schauspieler
- Patricio Escobar (1843–1912), paraguayischer Politiker, Staatspräsident 1886 bis 1890
- Pedro de Escobar (1465/1470–nach 1535), portugiesischer Komponist
- Pepe Escobar (* 1954), brasilianischer Journalist

### R
- Roberto Escobar (* 1947), kolumbianischer Geschäftsmann und Autor
- Roberto Escobar Budge (1926–2011), chilenischer Komponist und Philosoph
- Rodrigo Escobar Aristizábal (* 1939), kolumbianischer Geistlicher, Bischof von Girardot
- Rosangélica Escobar (* 1993), kolumbianische Leichtathletin

### S
- Samuel Escobar (1934–2025), peruanischer Theologe
- Sarah Escobar (* 2002), ecuadorianische Skirennläuferin
- Sergi Escobar (Sergio Escobar Roure; * 1974), spanischer Radrennfahrer
- Sergio Escobar (Theaterdirektor) (* 1950), italienischer Theaterdirektor
- Sixto Escobar (1913–1979), puerto-ricanischer Boxer
- Susana Escobar (* 1987), mexikanische Schwimmerin

### V
- Veronica Escobar (* 1969), US-amerikanische Politikerin

### W
- Walter Escobar (1949–2016), peruanischer Fußballspieler